# Nordland I
Nordland I este al unsprezecelea album de studio al trupei suedeze de metal extrem, Bathory. A fost lansat pe 18 noiembrie 2002 prin Black Mark Productions. Albumul constituie o întoarcere la stilul viking metal specific formației la începutul anilor '90, cântecele materialului având la bază teme din Mitologia nordică. Discul trebuia să fie primul dintr-o serie de patru albume dar nu s-a mai realizat decât încă unul (Nordland II din 2003) întrucât Quorthon a încetat din viață în 2004. 

## Tracklist
1. "Prelude" (2:35)
2. "Nordland" (9:21)
3. "Vinterblot" (5:17)
4. "Dragon's Breath" (6:45)
5. "Ring of Gold" (5:35)
6. "Foreverdark Woods" (8:06)
7. "Broken Sword" (5:35)
8. "Great Hall Awaits a Fallen Brother" (8:17)
9. "Mother Earth Father Thunder" (5:38)
10. "Heimfard" (2:12)

- Toate cântecele au fost scrise și compuse de Quorthon.

## Componență
- Quorthon - toate instrumentele